# Ринкон-де-Артигас

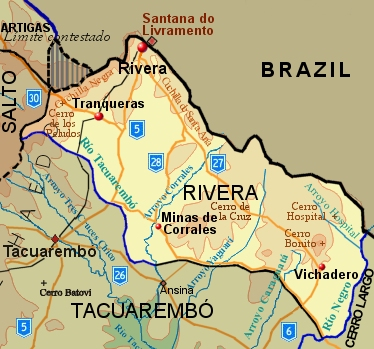
Ринкон-де-Артигас (заштрихованная область на северо-западе)

Ринкон-де-Артигас (Арройо-де-ла-Инвернада, исп. Rincón de Artigas, порт. Rincão de Artigas) — спорная территория в Южной Америке, фактически принадлежит Бразилии, оспаривается Уругваем. Общая площадь — 237 км².
Спор между Бразилией и Уругваем возник в результате неопределённости демаркации границы по договору 1851 года. После подписания договора эта территория вошла в состав Бразилии. В 1933 году уругвайской военной комиссией этот договор был пересмотрен, в результате чего был сделан вывод, что территория размером в 25000 га должна входить в состав департамента Ривера. В 1934 году Уругвай обратился к бразильскому правительству с просьбой пересмотра договора 1851 года. Однако бразильская сторона проигнорировала просьбы уругвайского правительства и отказалась изменять свои границы. С 1974 года Ринкон-де-Артигас помечен на уругвайских картах как спорная территория. В 1985 году Бразилия закрепила за собой земли, основав поселение Вила Альборнос, что вызвало протест со стороны Уругвая.